# روث براي
إليزابيث بونس (بونيس) (بالألمانية: Ruth Bré)‏ المعروفة باسمها المستعار روث براي (7 كانون الأول/ديسمبر عام 1862 في هوريشيدورف المعروفة حاليا باسم جيلينيا جورا). هي مناصرة ألمانية للنسل الأمومي وحقوق المرأة وكاتبة وصحفية وكاتبة مسرحية وناقدة راديكالية للنظام الأبوي. أسست براي منظمة باند فور ماترشيتس (اتحاد حماية الأمومة) وتهدف إلى تحسين مكانة المرأة في القانون والاقتصاد.

## الحياة
ولدت روث براي خارج نطاق الزوجية، واحتُفظ بأسماء والديها سرا، وكان لديها أخ واحد على الأقل. وعملت براي كمعلمة، وشاركت في المناظرات العامة حول تعليم الأطفال، وكتبت مسرحيات أُديت علنا.
كان اسم روث براي اسما مستعارا ويعتقد أن براي هي الأحرف الأولى لاسم العائلة إليزابيث روثموند بونس في الاتجاه المعاكس. روثموند هو اسم والدتها البيولوجية. ونشرت كتاباتها الأولى تحت الاسم المستعار إليزابيث بونس، وكتاباتها عن الحركة النسائية تحت الاسم المستعار روث براي.
لم يعد قبر براي في كافاليير بيرغ في هوريشيدورف (جيلينيا جورا اليوم) موجودا.

## مُناصرة لحقوق المرأة والأمهات
أًصبحت بعد تقاعدها المبكر ناشطة في الحركة النسائية في ألمانيا وانتمت للجانب الراديكالي منها. وبدأت من هنا بكتابة أطروحات عن حقوق الأمهات، وكتبت رواية ومقالات، وجربت أن تكون لأول مرة محررة في صحيفة. وأثارت إعجاب مستمعيها بخطابها الناري فضلا عن صفاتها الأخرى.
كرست روث براي حياتها لتحسين وضع الأمهات العازبات وأطفالهن، وانتقدت من خلال كتاباتها ظروف الأمومة في المجتمع الأبوي وقالت: «تمنح النساء الولادة لكم وليس للآخرين [...] يمكن للمرأة أن توجد من دون الأمة، ولكن لا أمة بدون المرأة». كما حاربت براي فصل الموظفات الحكوميات المتعلمات (ما يسمى ليرينينزاوليبات، العزوبة المفروضة للمعلمات) وحاربت من أجل الأمومة المختارة بحرية. لم تكن الأمومة -من وجهة نظر براي- مطلب أساسي لصحة المرأة النفسية والجسدية، كان هدفها إعادة إدخال النسل الأمومي، وعبرت كتاباتها عن احترام عظيم للأم بصورتيها الجسدية والروحية.
أسست براي في لايبزيغ في 12 تشرين الثاني/نوفمبر عام 1904، اتحاد حماية الأمهات باند فور ماترشيتس، وكان المصلح فريدريك لاندمان والكاتب والمسؤول المحلي هاينريش ماير من الموقعين على الوثيقة التأسيسية للجمعية.
حققت جمعية باند فور ماترشيتس نجاحا سريعا وضمت العديد من المؤيدين البارزين، ولكن وفي أعقاب النزاعات حول اتجاه الجمعية سرعان ما هُزمت براي من قبل خصمتها هيلينا ستوكر التي استولت على موقعها ودفعت الجمعية في اتجاه الإصلاح الجنسي، وهو ما انعكس في اسمها الجديد (اتحاد حماية الأمومة والإصلاح الجنسي) والذي تبنوه في عام 1908. واتهمت براي ورفاقها، ستوكر بأنها سرقت الملكية الفكرية لبراي.
أسست براي مستعمرة واحدة على الأقل من الأمهات على نمط المجتمعات الأمومية.